# Карабай, Данагуль
Данагуль Курмашевна Карабай(каз. Данагүл Құрмашқызы Қарабай, род. 22 февраля 2001, Павлодар, Казахстан) — казахстанская модель, профессиональная пловчиха, «Вице Мисс Павлодар 2021», «Мисс Спорт Казахстан» по версии Vesti.kz и обладательница титула «Вице Мисс Казахстан 2021» конкурса красоты «Мисс Казахстан 2021»

## Биография
Окончила среднюю общеобразовательную школу № 22 им. Бауыржана Момышулы. Выпускница Павлодарского Педагогического Университета , тренер-преподаватель. Спортивным плаванием Данагуль начала заниматься в 2008 году в возрасте 8 лет в СДЮШОР по плаванию в городе Павлодар.
В 2013 году её приняли в школу-интернат для одарённых в спорте детей города Павлодар, где тренировалась у заслуженного тренера РК Акопова Льва Лазаревича и Жемалутдиновой Галины Владимировны. Выступала на международных соревнованиях, в 14 лет она выиграла свои первые международные соревнования в городе Санкт-Петербург в 2015 году, где выполнила разряд кандидата в Мастера Спорта. В 2016 году на Открытом Чемпионате Республики Казахстан среди молодёжи в городе Тараз проплыла по нормативам Мастера спорта на дистанции 50 метров на спине, войдя в десятку лучших пловчих в данной дистанции. С 2020 года работает в ГУ «Управление по развитию туризма и спорта Павлодарской области акимата Павлодарской области».

## Достижения
В 2020 году была приглашена на кастинг «Мисс Павлодар 2020» после победы в конкурсе «Мисс ИнЕУ 2019». Финал конкурса красоты перенесли на весну 2021 года из-за неустойчивой эпидемиологической ситуации. Осенью 2021 года членами жюри конкурса красоты «Мисс Казахстан» в лице Айдай Исаевой, Мадины Садвакасовой и др. ей был присвоен титул «Вице Мисс Павлодар 2021»
Так же была отобрана в Топ-5 спортсменок среди всех участвующих конкурсанток для номинации «Мисс Спорт Казахстан». Победительницу в данной номинации определяли с помощью интернет-голосования. По итогаминтернет-голосования новостного портала Vesti.kz победа в номинации досталась Айгерим Абилкадировой, однако Дирекция национального конкурса «Мисс Казахстан» приняло решение об отказе в ее участии из-за съёмок в рекламных кампаниях брендов, которые не соответствовали идеологии и концепции конкурса. Возможность принять участие в финале республиканского конкурса в номинации «Мисс Спорт Казахстан» получила Данагуль Карабай
В ноябре 2021 года выиграла в конкурсе красоты «Мисс Казахстан 2021», где получила титул «Вице Мисс Казахстан 2021»
В 2022 году была приглашена на кастинги фильма «Қара Қыз» режиссёра Талгата Теменова и сериала «Ақжауын»
В марте 2023 года Данагуль стала лицом бренда ювелирного магазина Якутских бриллиантов «ЭПЛ Даймонд» Mega Silkway в Астане.

## Награды
Осенью 2022 года была номинирована на региональную премию «Ертіс Дарыны»